# Thomas J. Watson

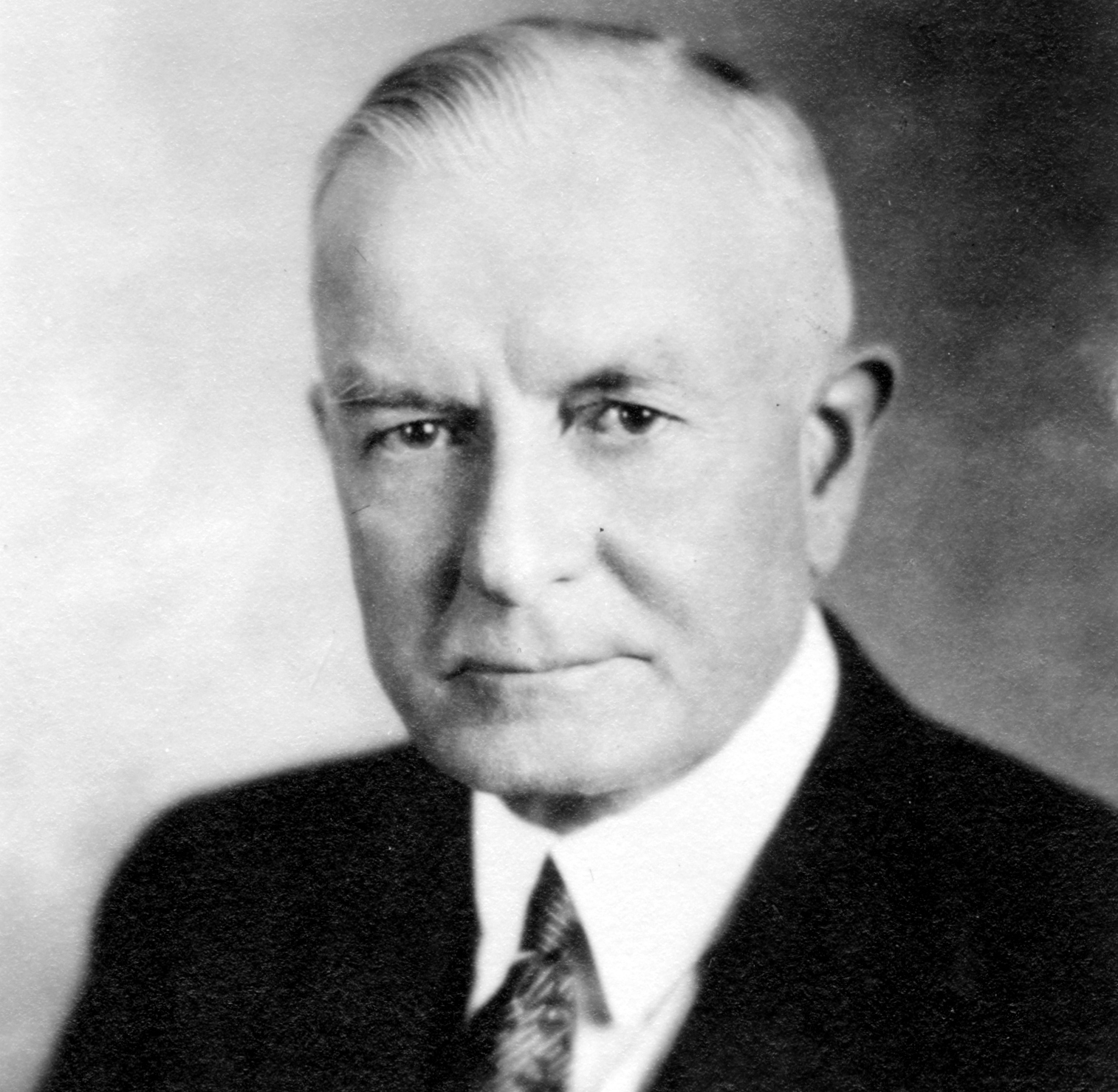
Thomas J. Watson Sr, circa 1920

Thomas John Watson Sr. (Campbell, (New York), 17 februari 1874 - Manhattan, 19 juni 1956) was een Amerikaanse zakenman. Hij was de voorzitter en CEO van International Business Machines (IBM). Hij hield toezicht op de groei van het bedrijf tot een internationale reus van 1914 tot 1956. Watson ontwikkelde de managementstijl en bedrijfscultuur van IBM op basis van de training van John Henry Patterson bij NCR. Hij maakte van het bedrijf een uiterst effectieve verkooporganisatie, grotendeels gebaseerd op ponskaart tabelleermachines . Als toonaangevend self-made industrieel was hij een van de rijkste mannen van zijn tijd en werd hij 's werelds grootste verkoper genoemd toen hij stierf in 1956.